# Wladimir Fjodorowitsch Mitkewitsch
Wladimir Fjodorowitsch Mitkewitsch (russisch Владимир Фёдорович Миткевич; * 22. Julijul. / 3. August 1872greg. in Minsk; † 1. Juni 1951 in Moskau) war ein russisch-sowjetischer Elektroingenieur und Hochschullehrer.

## Leben
Der Priestersohn Mitkewitsch studierte an der Universität St. Petersburg in der Physikalisch-Mathematischen Fakultät mit Abschluss 1895. Darauf arbeitete er im St. Petersburger Institut für Elektrotechnik.
Mitkewitsch lehrte 1896–1905 am St. Petersburger Berginstitut. Er schlug 1901 für die Umwandlung von Wechselstrom in Gleichstrom spezielle Gleichrichter vor. Ab 1902 lehrte er auch am St. Petersburger Polytechnischen Institut. Seine Untersuchungen des elektrischen Lichtbogens in den Jahren 1903–1905 führten zu einer Methode der Oxidation des Stickstoffs in der Luft (siehe Birkeland-Eyde-Verfahren). 1906 wurde Mitkewitsch zum Professor ernannt. Zusammen mit dem Chemiker Alexander Gorbow projektierte und baute er 1906–1912 den ersten russischen elektrischen Versuchsofen für die Herstellung von Salpetersäure aus der Luft im elektrischen Lichtbogen, der als Gorbow-Mitkewitsch-Ofen bekannt wurde. Ab 1912 lehrte Mitkewitsch auch in den Höheren Polytechnischen Kursen für Frauen.
Nach der Oktoberrevolution lehrte Mitkewitsch weiter am nun Petrograder  bzw. dann Leningrader Polytechnischen Institut (bis 1938). Er beteiligte sich an der Arbeit der Staatlichen Kommission für die Elektrifizierung der UdSSR zur Realisierung des GOELRO-Plans. Er wurde 1927 zum Korrespondierenden Mitglied und 1929 zum  Vollmitglied der Akademie der Wissenschaften der UdSSR (AN-SSSR, seit 1991 Russische Akademie der Wissenschaften (RAN)) gewählt. Ab 1938 arbeitete er in Einrichtungen der AN-SSSR.
Mitkewitsch war mit Jekaterina Grigorjewna Mitkewitsch verheiratet. Sie unterstützte 1921 die in Geiselhaft genommene Familie des Generalmajors Alexander Koslowski, der zu den Anführern des Kronstädter Matrosenaufstands gehört und am Ende des Aufstands mit Aufständischen nach Finnland geflüchtet war. Sie brachte Lebensmittel ins Kresty-Gefängnis, schickte Pakete in die Gefängniskolonie Cholmogory und bat die Behörden, ihr die 13-jährige Tochter Jelisaweta Alexandrowna Koslowskaja als Pflegekind zu übergeben.
Mitkewitsch starb am 1. Juni 1951 in Moskau und wurde auf dem Nowodewitschi-Friedhof begraben.

## Ehrungen, Preise
- Leninpreis (1928)
- Orden des Roten Sterns (1933)
- Verdienter Wissenschaftler und Techniker der RSFSR (1933)[3]
- Stalinpreis I. Klasse (1943)
- Orden des Roten Banners der Arbeit (1945)
- Leninorden (1947)